# Pillars of Eternity II: Deadfire
Pillars of Eternity II: Deadfire é um jogo de RPG desenvolvido pela Obsidian Entertainment e publicado pela Versus Evil. É a sequência de Pillars of Eternity de 2015 e foi lançado para Microsoft Windows, Linux e macOS em maio de 2018 e para PlayStation 4 e Xbox One em janeiro de 2020. Ele será lançado para o Nintendo Switch posteriormente. O jogo foi anunciado em janeiro de 2017 com uma campanha de arrecadação coletiva, onde atingiu sua meta de financiamento em um dia.

## Jogabilidade
Pillars of Eternity II: Deadfire é um jogo de RPG que é jogado de uma perspectiva isométrica. Tanto o retorno quanto os novos companheiros estão disponíveis, dependendo das escolhas feitas pelo jogador, que desempenham um papel opcional na história do jogo. Deadfire centra-se na navegação marítima e na exploração da ilha através de um navio. As tripulações também podem ser contratadas para observá-los e ajudar no combate de navios. A jogabilidade baseada em classes retorna, com cada classe tendo pelo menos quatro subclasses opcionais com habilidades únicas. Um novo recurso em Deadfire comparado ao original são as subclasses.

## Enredo
Deadfire é uma sequência direta de Pillars of Eternity, que se passa no mundo de Eora. Assim como no primeiro jogo, o jogador assume o papel de um "Watcher", um personagem com a capacidade de olhar para a alma de outras pessoas e ler suas memórias, bem como as de suas vidas passadas.
A história começa cinco anos após os eventos do primeiro jogo. Eothas, o deus da luz e do renascimento que se acreditava morto, desperta sob a fortaleza do jogador Caed Nua desde o primeiro jogo. O despertar de Eothas é extremamente violento, e ele destrói Caed Nua, enquanto drena as almas das pessoas nas redondezas. O Vigia também tem um pedaço de sua alma arrancado durante o ataque, mas mal consegue se agarrar à vida. Nesse estado quase morto, ele é contatado por Berath, o deus da morte, que se oferece para restaurar sua alma em troca de concordar em se tornar o arauto de Berath e assumir a tarefa de perseguir Eothas para descobrir o que ele está planejando. A caçada por Eothas leva o Vigia (e sua tripulação) via navio para o Arquipélago Deadfire, onde eles devem tentar buscar respostas – respostas que podem lançar os mortais e os próprios deuses no caos. As ações e decisões do jogador no primeiro jogo influenciam certos elementos da história de Deadfire.
Ao longo da história, o Watcher encontra quatro facções diferentes, todas competindo pelo controle da área de Deadfire: a imperialista Royal Deadfire Company, agindo em nome do império expansionista Rauatai; a Vailian Trading Company, mais orientada para o lucro e mercantil, agindo em nome das Repúblicas Vailianas; a tradicionalista Huana, uma aliança tribal de nativos que buscava defender a independência de seu povo; e o Príncipi sen Patrena, uma federação de piratas que procuram estabelecer uma república própria. O Watcher pode ajudar ou atrapalhar essas facções ao longo do caminho. Através de sua busca por Eothas, o Vigia eventualmente descobre as verdadeiras intenções do deus: ele pretende quebrar a Roda, o ciclo de reencarnação que governa as almas de Eora e, por extensão, alimenta os deuses com a energia que eles precisam para se sustentar. esperando que, ao fazê-lo, ele possa quebrar o controle dos outros deuses sobre todos os seres mortais, permitindo que eles sejam livres para perseguir seus próprios destinos. Para isso, ele procura a mítica cidade perdida de Ukaizo, onde está alojado o mecanismo que controla a Roda. Embora os outros deuses intervenham várias vezes na tentativa de parar Eothas, ele não se intimida e continua em direção ao seu objetivo.
Jurando fidelidade a uma das facções e ganhando sua ajuda ou agindo de forma independente, o Vigia e seu navio enfrentam o mar tempestuoso do Morteiro de Ondra, que protege a cidade de Ukaizo, assim como Eothas faz sua aproximação final à Roda e enfrenta ele lá. Eothas, embora simpatizante do Sentinela, se recusa a desistir de seu esforço, explicando ao Sentinela que destruir a Roda provavelmente mataria ele e o resto dos deuses para sempre, mas que sua morte também lhe dará o poder de decretar uma grande mudança em toda Eora. Antes de destruir a Roda, ele devolve o pedaço da alma do Vigia que ele tirou dele, liberando-o assim de sua dívida com Berath, e pede seu conselho sobre qual deve ser essa mudança. Segue-se um epílogo, detalhando os efeitos que o Watcher' As escolhas de s tinham sobre seus companheiros, as diferentes facções, o Deadfire e o mundo em geral. No final, o Vigia resolve voltar para casa em Dyrwood, incerto do que o futuro reserva agora para deuses e mortais.

## Desenvolvimento
O jogo foi desenvolvido pela Obsidian Entertainment, criadores do original Pillars of Eternity, e foi publicado pela Versus Evil. Em maio de 2016, o CEO da Obsidian, Feargus Urquhart , anunciou que o jogo havia entrado em produção. Como seu antecessor, Obsidian optou por lançar uma campanha para arrecadar dinheiro para o desenvolvimento. A campanha foi lançada em 26 de janeiro de 2017, com uma meta de financiamento de US$ 1,1 milhão com US$ 2,25 milhões abertos para capital. A meta de financiamento foi alcançada em menos de 23 horas, e ultrapassou US$ 4,4 milhões até o final da campanha.

O diretor de design de Pillars of Eternity , Josh Sawyer , explicou que se a equipe criasse uma sequência, eles a colocariam em um local diferente dentro do mundo fictício do jogo para garantir que o cenário parecesse novo e interessante. Sawyer afirmou que um dos focos de Deadfire era abordar as críticas levantadas sobre a abundância de encontros de combate no jogo original. O tamanho do jogo é significativamente maior que o original.

## Recepção
Pillars of Eternity II: Deadfire foi recebido com críticas geralmente positivas, de acordo com o agregador de críticas Metacritic. Sawyer disse que as vendas do jogo foram "relativamente baixas" em comparação com suas expectativas.
Pillars of Eternity II: Deadfire foi nomeado para "Melhor Storytelling" e "PC Game of the Year" no Golden Joystick Awards de 2018, para "Best Role-Playing Game" no The Game Awards 2018 , "Fan Favorite Role Playing Game" no Gamers' Choice Awards, para "Role-Playing Game of the Year" no DICE Awards, para "Outstanding Achievement in Videogame Writing" no Writers Guild of America Awards 2018, para "Outstanding Video Game" no 30º GLAAD Media Awards e para "Jogo de Aventura" e "Melhor Roteiro" no Webby Awards 2019. 